# 나쁜 교육
《나쁜 교육》(스페인어: La mala educación, 영어: Bad Education)은 2004년 개봉한 스페인의 드라마 영화이다. 《마타도르》와 《욕망의 법》과 함께 페드로 알모드바르 감독의 어두운 세계관을 보여주는 영화로 꼽힌다.

## 출연

### 주연
- 가엘 가르시아 베르날
- 펠레 마르티네즈
- 다니엘 기메네즈 카쵸
- 루이스 호마르
- 하비에 카마라

### 조연
- 페트라 마르티네즈
- 나초 페레즈
- 프란시스코 보이라
- 주안 페르난데즈
- 알베르토 페레이로
- 프란시스코 마에스트리
- 레오노르 와틀링

## 기타
- 의상: 파코 델가도
- 의상: 장 폴 고티에
- 배역: 호세라 카디나노스